# Färöischer Fußballpokal der Frauen 2013
Der Färöische Fußballpokal der Frauen 2013 fand zwischen dem 24. April und 24. August 2013 statt und wurde zum 24. Mal ausgespielt. Im Endspiel, welches im Tórsvøllur-Stadion in Tórshavn auf Kunstrasen ausgetragen wurde, siegte Titelverteidiger KÍ Klaksvík mit 5:1 gegen ÍF Fuglafjørður und konnte den Pokal somit zum vierten Mal in Folge gewinnen.
KÍ Klaksvík und ÍF Fuglafjørður belegten in der Meisterschaft die Plätze eins und fünf, dadurch erreichte KÍ Klaksvík das Double. Für KÍ Klaksvík war es der elfte Sieg bei der 17. Finalteilnahme, für ÍF Fuglafjørður die dritte Niederlage bei der dritten Finalteilnahme.

## Teilnehmer
Teilnahmeberechtigt waren folgende acht A-Mannschaften der ersten Liga:
| 1. Deild |
| AB Argir B36 Tórshavn B68 Toftir/NSÍ Runavík EB/Streymur/Skála HB Tórshavn ÍF Fuglafjørður KÍ Klaksvík Víkingur Gøta |

## Modus
Sämtliche Erstligisten waren für das Viertelfinale gesetzt. Alle Runden werden im K.-o.-System ausgetragen.

## Viertelfinale
Die Viertelfinalpartien fanden am 24. April statt.
|                        | Ergebnis                         |                   |
| ---------------------- | -------------------------------- | ----------------- |
| AB Argir               | 0:1 (0:0)                        | EB/Streymur/Skála |
| B68 Toftir/NSÍ Runavík | 1 w/o 1                          | ÍF Fuglafjørður   |
| KÍ Klaksvík            | 2:1 n. V. (1:1, 0:0)             | HB Tórshavn       |
| Víkingur Gøta          | 1:1 n. V. (1:1, 1:0) (4:3 i. E.) | B36 Tórshavn      |

## Halbfinale
Die Hinspiele im Halbfinale sollten ursprünglich am 2. Mai stattfinden, wurden jedoch beide abgesagt und auf den 23. Mai verschoben. Die Rückspiele fanden am 29. und 30. Juni statt.
|                   | Gesamt  |                 | Hinspiel  | Rückspiel     |
| ----------------- | ------- | --------------- | --------- | ------------- |
| EB/Streymur/Skála | 02:16   | KÍ Klaksvík     | 0:4 (0:3) | 2:11 (1:3)    |
| Víkingur Gøta     | a3:3(a) | ÍF Fuglafjørður | 3:1 (3:0) | 1 0:2 (0:1) 1 |

## Finale
| Paarung          | KÍ Klaksvík – ÍF Fuglafjørður |
| Ergebnis         | 5:1 (2:0) |
| Datum            | 24. August 2013 |
| Stadion          | Tórsvøllur, Tórshavn |
| Zuschauer        | 299 |
| Schiedsrichterin | Elsa Andreasen (Eiði) |
| Tore             | 1:0 Rannvá B. Andreasen (44.) 2:0 Annika Ragna Petersen (45.) 3:0 Rannvá B. Andreasen (46.) 4:0 Malena Josephsen (50.) 4:1 Kristina Obradovic (57.) 5:1 Rannvá B. Andreasen (80.) |
| KÍ Klaksvík      | Monika Biskopstø – Katrina Akursmørk, Bára S. Klakstein – Ása K. Thomsen (90. Ann Stauss), Maria K. Thomsen, Laila Pætursdóttir (90. Ragna B. Patawary), Annika Ragna Petersen (67. Sigrun Sirdal), Eyðvør Klakstein – Rannvá B. Andreasen, Malena Josephsen , Sigrid Jacobsen Cheftrainer: Aleksandar Đorđević ( Serbien) |
| ÍF Fuglafjørður  | Hanna Poulsen – Marta S. Thomsen, Mirjam F. Davidsen, Rósa Olsen, Sigrid Petersen (81. Thurid A. Petersen) – Mirjam Hansen (71. Johanna Egholm), Erla K. Róin , Jacoba Langgaard, Mary-Ann Zachariassen – Jenny á Lakjuni (54. Durita Nielsen), Kristina Obradovic Cheftrainerin: Durita R. Djurhuus                       |

## Torschützenliste
Bei gleicher Anzahl von Treffern sind die Spielerinnen nach dem Nachnamen alphabetisch geordnet.
| Platz | Spieler             | Verein        | Tore |
| ----- | ------------------- | ------------- | ---- |
| 1     | Rannvá B. Andreasen | KÍ Klaksvík   | 06   |
| 2     | Maria K. Thomsen    | KÍ Klaksvík   | 04   |
| 3     | Jóhanna Lervig      | Víkingur Gøta | 03   |
| 4     | Sigrid Jacobsen     | KÍ Klaksvík   | 02   |
| 4     | Malena Josephsen    | KÍ Klaksvík   | 02   |
| 4     | Eyðvør Klakstein    | KÍ Klaksvík   | 02   |
| 4     | Sofía Purkhús       | KÍ Klaksvík   | 02   |
| 4     | Ása K. Thomsen      | KÍ Klaksvík   | 02   |